# Miroslav Matiaško
Miroslav Matiaško (* 14. Juli 1982 in Handlová) ist ein slowakischer Biathlet. Er trat bei sechs Weltmeisterschaften und einmal bei Olympischen Spielen an.
Miroslav Matiaško ist Sportsoldat und lebt in Banská Bystrica. Der Athlet vom VSC Dukla Banská Bystrica betreibt den Sport seit 1993 und wird von Pavol Kobela trainiert. Seit 2001 gehört er dem slowakischen Nationalkader an.
Sein internationales Debüt gab er im Rahmen der Junioren-Europameisterschaften 2001 in Haute-Maurienne. Sein bestes Ergebnis wurde dort ein neunter Rang im Einzel. Weniger gut verliefen die Junioren-Weltmeisterschaften des Jahres in Chanty-Mansijsk, wo sein bestes Ergebnis der sechste Platz mit der Staffel war. Besser lief die Junioren-WM ein Jahr darauf in Ridnaun. Matiaško wurde Fünfter im Einzel und mit der Staffel, zu der auch Matej Kazár gehörte, Vierter. Bei der anschließenden Junioren-EM in Kontiolahti konnte er keine Platzierungen unter den besten Zehn belegen. Zur Saison 2002/03 debütierte der Slowake im Junioren-Europacup und erreichte schon in seinem zweiten Rennen, einem Verfolger in Windischgarsten, mit Rang zwei eine Podiumsplatzierung. Anschließend durfte er in Ruhpolding bei einem Sprintrennen sein erstes Biathlon-Weltcup-Rennen bestreiten und wurde 82. Bei den kurz darauf stattfindenden Junioren-Weltmeisterschaften in Kościelisko gewann der gute Schütze im Einzel hinter Jouni Kinnunen die Silbermedaille. Hinzu kam ein achter Platz im Sprint und Platz sechs mit der Staffel. Gegen Ende der Saison durfte Matiaško erstmals bei Biathlon-Weltmeisterschaften starten. Bestes Ergebnis in Chanty-Mansijsk war Platz 14 mit der Staffel, zu der auch sein älterer Bruder Marek Matiaško gehörte. Im Sommer 2003 startete er noch bei den Junioren-Weltmeisterschaften im Sommerbiathlon und gewann Gold im Massenstart und Silber mit der Staffel.
Mit dem Beginn der Saison 2003/04 startete Matiaško sehr häufig im Weltcup, ohne in Einzelrennen jedoch Punkte gewinnen zu können. Das beste Saisonergebnis erreichte er im Rahmen der Biathlon-Weltmeisterschaften 2004 in Oberhof mit dem zehnten Rang im Staffelrennen. Zudem erreichte er mit Platz 33 im Einzel sein bislang bestes Ergebnis im Rahmen eines Einzelrennens im Weltcup. Im Sommer konnte er bei den Weltmeisterschaften im Sommer-Biathlon in Osrblie mit seinem Bruder, Pavol Hurajt und Radovan Cienik die Bronzemedaille im Staffellauf erringen. Im Einzel wurde er 13. In der Saison 2004/05 trat Matiaško zunächst im Biathlon-Europacup an, rückte gegen Ende der Saison allerdings wieder in den Weltcup auf. Die Leistungen der Saison waren eher durchwachsen, was sich auch im Ergebnis der Biathlon-Weltmeisterschaften 2005 in Hochfilzen widerspiegelte. In Österreich wurde der Slowake im Einzel nur 93. und mit der Staffel 14. Auch die folgende Saison, in der Matiaško vor allem im Europacup eingesetzt wurde, schaffte er keine nennenswerten Ergebnisse. Trotzdem konnte er sich für die Olympischen Spiele 2006 von Turin qualifizieren, wo er in vier Rennen an den Start ging. Bestes Ergebnis war hier Platz 38 im Einzel, im Sprint kam er auf Rang 51, in der Verfolgung wurde er 49. Mit der Staffel erreichte er zudem Platz 14.
Auch in den beiden folgenden Saisonen, in denen Matiaško nur sporadisch im Weltcup eingesetzt wurde, konnte er keine Punkte in einem Einzelrennen gewinnen. Mit Platz fünf im Sprint von Obertilliach erreichte er sein bisher bestes Ergebnis in einem Einzelrennen des Europacups. Bei den Europameisterschaften 2007 in Bansko konnte er immerhin Zehnter im Einzel werden, bei der WM im Sommer-Biathlon in Otepää Sechster im Sprint und im Massenstart. 2007/08 startete der Slowake fast nur noch im Europacup. Bestes Ergebnis wurde ein dritter Rang mit der Staffel in Osrblie. Bei den Biathlon-Weltmeisterschaften 2008 in Östersund wurde er Neunter mit der Staffel. Es ist Matiaškos bestes Ergebnis im Rahmen des Weltcups und bei Weltmeisterschaften. Miroslav Matiaško nahm an den Olympischen Winterspielen 2010 teil. Sein bestes Resultat war der 47. Platz im Einzel. Mit der Staffel belegte er Rang 15. Bei den Sommerbiathlon-Europameisterschaften 2010 in Osrblie gewann er an der Seite von Jana Gereková, Natália Prekopová und Matej Kazár Bronze in der Mixed-Staffel gewann. In der Saison 2010/2011 belegte Miroslav Matiaško im Einzelrennen in Pokljuka den 6. Platz, was gleichzeitig sein erstes Ergebnis in den Top Ten war.

## Biathlon-Weltcup-Platzierungen
Die Tabelle zeigt alle Platzierungen (je nach Austragungsjahr einschließlich Olympische Spiele und Weltmeisterschaften).
- 1.–3. Platz: Anzahl der Podiumsplatzierungen
- Top 10: Anzahl der Platzierungen unter den ersten zehn (einschließlich Podium)
- Punkteränge: Anzahl der Platzierungen innerhalb der Punkteränge (einschließlich Podium und Top 10)
- Starts: Anzahl gelaufener Rennen in der jeweiligen Disziplin
- Staffel: inklusive Mixed- und Single-Mixed-Staffeln

| Platzierung              | Einzel | Sprint | Verfolgung | Massenstart | Staffel | Gesamt |
| ------------------------ | ------ | ------ | ---------- | ----------- | ------- | ------ |
| 1. Platz                 |        |        |            |             |         |        |
| 2. Platz                 |        |        |            |             |         |        |
| 3. Platz                 |        |        |            |             |         |        |
| Top 10                   | 1      |        |            |             | 4       | 5      |
| Punkteränge              | 2      |        | 1          |             | 27      | 30     |
| Starts                   | 17     | 27     | 5          |             | 27      | 76     |
| Stand: 16. Dezember 2010 |        |        |            |             |         |        |